# Атлетика на Летњим параолимпијским играма 2016 — 800 метара за жене
Трка на 800 метара за жене, била је једна од 29 дисциплина атлетског програма на Летњим параолимпијским играма 2016. у Рио де Жанеиру, Бразил. Такмичење је одржано 16. и 17. септембра на Олимпијском стадиону Жоао Авеланж.

## Земље учеснице
Учествовало је 33 такмичарки из 12 земаља.
1. Аустралија (4)
2. Бермуди (1)
3. Јапан (1)
4. Канада (2)
5. Кина (5)
6. Нигерија (1)
7. САД (7)
8. Турска (2)
9. Уједињено Краљевство (5)
10. Холандија (2)
11. Швајцарска (2)
12. Шведска (1)

## Рекорди пре почетка такмичења
(стање 8. септембра 2016.)

### Класа Т34
| Рекорди пре почетка Параолимпијских игара 2016.     | Рекорди пре почетка Параолимпијских игара 2016. | Рекорди пре почетка Параолимпијских игара 2016. | Рекорди пре почетка Параолимпијских игара 2016. | Рекорди пре почетка Параолимпијских игара 2016. | Рекорди пре почетка Параолимпијских игара 2016. |
| --------------------------------------------------- | ----------------------------------------------- | ----------------------------------------------- | ----------------------------------------------- | ----------------------------------------------- | ----------------------------------------------- |
| Светски рекорд                                      | 1:56,89                                         | Хана Кокрофт                                    | Велика Британија                                | Ковентри, Уједињено Краљевство                  | 21. август 2016.                                |
| Рекорди после завршених Параолимпијских игара 2016. |                                                 |                                                 |                                                 |                                                 |                                                 |
| Параолимпијски рекорд                               | 2:00,62                                         | Хана Кокрофт                                    | Велика Британија                                | Рио де Жанеиро, Бразил                          | 16. септембар 2016.                             |

### Класа Т53
| Рекорди пре почетка Параолимпијских игара 2016.     | Рекорди пре почетка Параолимпијских игара 2016. | Рекорди пре почетка Параолимпијских игара 2016. | Рекорди пре почетка Параолимпијских игара 2016. | Рекорди пре почетка Параолимпијских игара 2016. | Рекорди пре почетка Параолимпијских игара 2016. |
| --------------------------------------------------- | ----------------------------------------------- | ----------------------------------------------- | ----------------------------------------------- | ----------------------------------------------- | ----------------------------------------------- |
| Светски рекорд                                      | 1:47,48                                         | Анђела Балард                                   | Аустралија                                      | Арбон, Швајцарска                               | 4. јун 2015.                                    |
| Параолимпијски рекорд                               | 1:52,85                                         | Хунгџуан Џоу                                    | Кина                                            | Лондон, Уједињено Краљевство                    | 5. септембар 2012.                              |
| Рекорди после завршених Параолимпијских игара 2016. |                                                 |                                                 |                                                 |                                                 |                                                 |
| Параолимпијски рекорд                               | 1:48,37                                         | Хунгџуан Џоу                                    | Кина                                            | Рио де Жанеиро, Бразил                          | 17. септембар 2016.                             |
| Светски рекорд                                      | 1:47,45                                         | Хунгџуан Џоу                                    | Кина                                            | Рио де Жанеиро, Бразил                          | 17. септембар 2016.                             |
| Параолимпијски рекорд                               | 1:47,45                                         | Хунгџуан Џоу                                    | Кина                                            | Рио де Жанеиро, Бразил                          | 17. септембар 2016.                             |

### Класа Т54
| Рекорди пре почетка Параолимпијских игара 2016.     | Рекорди пре почетка Параолимпијских игара 2016. | Рекорди пре почетка Параолимпијских игара 2016. | Рекорди пре почетка Параолимпијских игара 2016. | Рекорди пре почетка Параолимпијских игара 2016. | Рекорди пре почетка Параолимпијских игара 2016. |
| --------------------------------------------------- | ----------------------------------------------- | ----------------------------------------------- | ----------------------------------------------- | ----------------------------------------------- | ----------------------------------------------- |
| Светски рекорд                                      | 1:42,72                                         | Татјана Мекфаден                                | Сједињене Државе                                | Арбон, Швајцарска                               | 4. јун 2015.                                    |
| Параолимпијски рекорд                               | 1:45,19                                         | Шантал Петитклерк                               | Канада                                          | Пекинг, Кина                                    | 14. септембар 2008.                             |
| Рекорди после завршених Параолимпијских игара 2016. |                                                 |                                                 |                                                 |                                                 |                                                 |
| Параолимпијски рекорд                               | 1:45,17                                         | Татјана Мекфаден                                | Сједињене Државе                                | Рио де Жанеиро, Бразил                          | 17. септембар 2016.                             |
| Параолимпијски рекорд                               | 1:44,73                                         | Татјана Мекфаден                                | Сједињене Државе                                | Рио де Жанеиро, Бразил                          | 17. септембар 2016.                             |

## Сатница
| Датум               | Време | Класа | Ниво          |
| ------------------- | ----- | ----- | ------------- |
| 16. септембар 2016. | 18:11 | Т34   | Финале        |
| 17. септембар 2016. | 10:00 | Т54   | Квалификације |
| 17. септембар 2016. | 10:16 | Т53   | Квалификације |
| 17. септембар 2016. | 17:46 | Т53   | Финале        |
| 17. септембар 2016. | 17:53 | Т54   | Финале        |

Сва времена су по локалном времену (UTC+3)

## Освајачи медаља
|                                     |                                 |                                      |
| Класа Т34                           |                                 |                                      |
| Хана Кокрофт · Уједињено Краљевство | Алекса Халко · САД              | Каре Аденеган · Уједињено Краљевство |
| Класа Т53                           |                                 |                                      |
| Хунгџуан Џоу · Кина                 | Медисон Де Росарио · Аустралија | Ширли Рајли · САД                    |
| Класа Т54                           |                                 |                                      |
| Татјана Мекфаден · САД              | Венђуен Љу · Кина               | Јингђе Ли · Кина                     |

## Резултати

### Финале

#### Класа Т34
Такмичење је одржано 16.9.2016. годину у 18:11,,
| Пласман | Атлетичарка    | Земља                | Класа | ЛР      | ЛРС     | Резултат | Белешка |
| ------- | -------------- | -------------------- | ----- | ------- | ------- | -------- | ------- |
|         | Хана Кокрофт   | Уједињено Краљевство | Т34   | 1:56,89 | 1:56,89 | 2:00,62  | ПР      |
|         | Алекса Халко   | САД                  | Т34   | 2:01,83 | 2:01,83 | 2:02,08  |         |
|         | Каре Аденеган  | Уједињено Краљевство | Т34   | 2:04,34 | 2:06,65 | 2:02,47  | ЛР      |
| 4.      | Розмари Литл   | Аустралија           | Т34   | 2:04,47 | 2:04,47 | 2:04,10  | РР, ЛР  |
| 5.      | Мелиса Николс  | Уједињено Краљевство | Т34   | 2:06,59 | 2:12,39 | 2:13,59  |         |
| 6.      | Десире Вранкен | Холандија            | Т34   | 2:08,70 | 2:12,13 | НС       |         |

#### Класа Т53
Финале је одржано 17.9.2016. годину у 17:46.,,
| Пласман | Атлетичарка        | Земља                | Класа | Резултат | Белешка    |
| ------- | ------------------ | -------------------- | ----- | -------- | ---------- |
|         | Хунгџуан Џоу       | Кина                 | Т53   | 1:47,45  | СР, ПР, ЛР |
|         | Медисон Де Росарио | Аустралија           | Т53   | 1:47,64  | ЛРС        |
|         | Ширли Рајли        | САД                  | Т53   | 1:47,77  | РР, ЛР     |
| 4.      | Анђела Балард      | Аустралија           | Т53   | 1:47,97  | ЛРС        |
| 5.      | Челси Мекламер     | САД                  | Т53   | 1:48,32  | ЛРС        |
| 6.      | Саманта Кингорн    | Уједињено Краљевство | Т53   | 1:49,51  | ЛРС        |
| 7.      | Лиша Хуанг         | Кина                 | Т53   | 1:52,15  |            |
| 8.      | Хамиде Курт        | Турска               | Т53   | 1:52,78  | ЛРС        |

#### Класа Т54
Финале је одржано 17.9.2016. годину у 17:53.,,
| Пласман | Атлетичарка            | Земља      | Класа | Резултат | Белешка |
| ------- | ---------------------- | ---------- | ----- | -------- | ------- |
|         | Татјана Мекфаден       | САД        | Т54   | 1:44,73  | ПР      |
|         | Венђуен Љу             | Кина       | Т54   | 1:45,02  | РР, ЛР  |
|         | Јингђе Ли              | Кина       | Т54   | 1:45,23  | ЛР      |
| 4.      | Аманда Мекгрори        | САД        | Т54   | 1:45,24  | ЛР      |
| 5.      | Мануела Шар            | Швајцарска | Т54   | 1:46,00  | ЛРС     |
| 6.      | Лихунг Цоу             | Кина       | Т54   | 1:46,18  | ЛР      |
| 7.      | Дајана Рој             | Канада     | Т54   | 1:51,51  |         |
| 8.      | Маргриет ван ден Броек | Холандија  | Т54   | 1:52,01  |         |